# Slag bij Veere (1351)

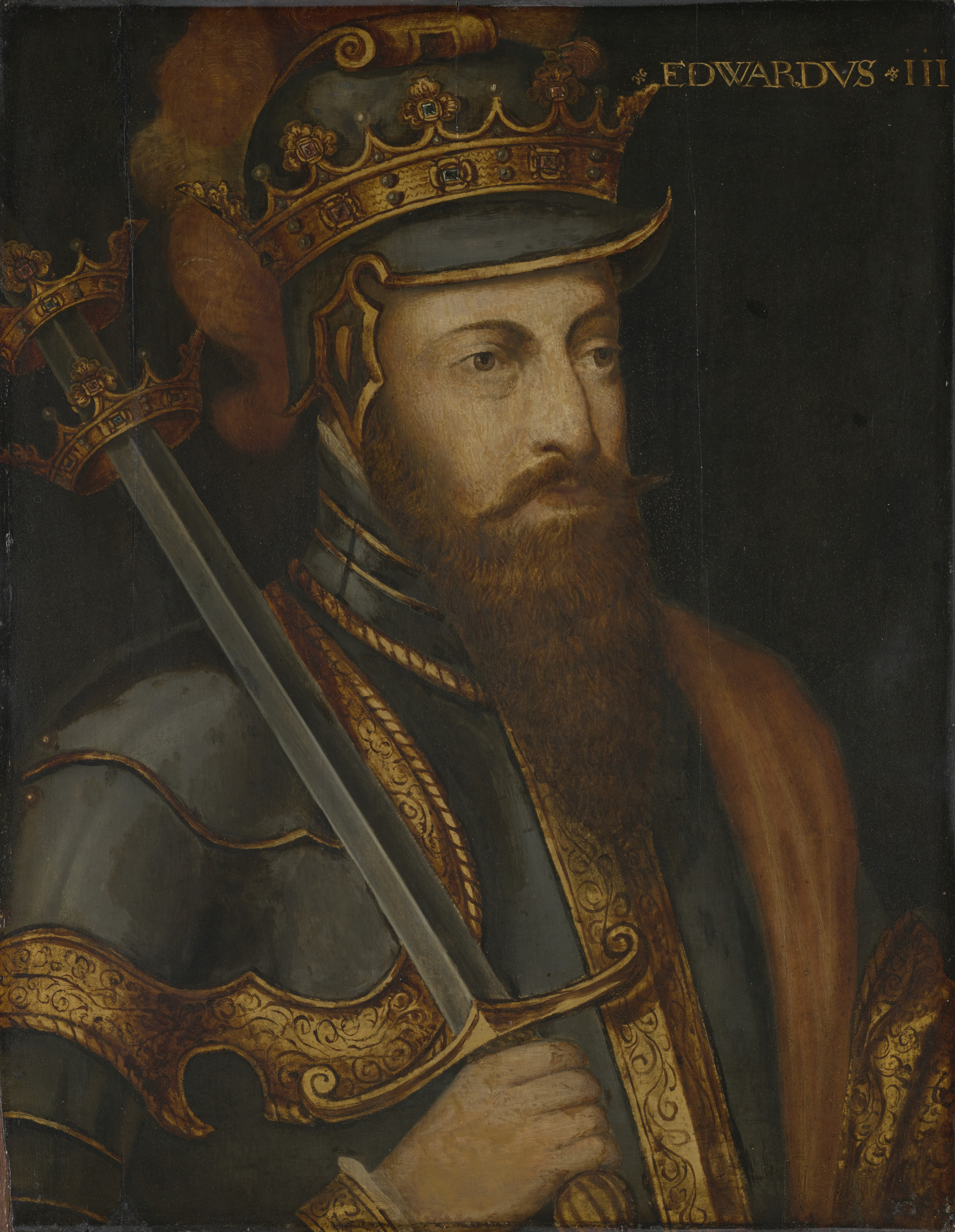
Edward III van Engeland steunde Margaretha en de Hoeken tijdens de Slag bij Veere.

De Slag bij Veere vond op 10 juni 1351 plaats tijdens de beginfase van de Hoekse en Kabeljauwse twisten. Het was een kleine zeeslag in de nabijheid van Veere tussen de aanhangers van Margaretha van Beieren en aan de andere kant haar zoon Willem V van Holland.

## Achtergrond
Vanaf 1350 ontstond er onduidelijkheid over wie de heerser was over de graafschappen Holland, Friesland en Zeeland. Willem V die in Holland verbleef, wist een zeer hoog aantal aanhangers te vergaren vooral in de steden die achter hem stonden. Zij gingen zich Kabeljauwen noemen, gebaseerd op het feit: dat ze als grote vissen de kleinere vissen zouden verpletteren. Hun tegenstanders waren de Hoeken die zich mans genoeg voelde om strijd tegen hen te bieden en waren voornamelijk aanhangers van Willem V's moeder Margaretha van Beieren.
Om zijn macht te laten gelden trok Willem V van Holland met zijn aanhangers op veldtocht langs zeventien kastelen van Hoekse edelen, om ze vervolgens te plunderen en te verbranden. Van de zeventien kastelen zijn er negen in naam nog bekend gebleven, onder andere kasteel Roozendaal bij Voorschoten, kasteel de Binckhorst bij Voorburg, kasteel Polanen, kasteel Oud Haerlem, Slot Brederode alle nabij Haarlem en Kasteel Medemblik.
Margaretha kreeg in Henegouwen te horen over de situatie in Holland en Zeeland en besloot bij haar schoonbroer Edward III van Engeland aan te kloppen voor hulp. Ze beloofde hem dat hij voor een onbekend aantal jaren de heerschappij kreeg over Holland, Friesland en Zeeland als hij haar beschermde tegen de aanhangers van haar zoon.

## Voortgang
Margaretha had een verbond met koning Eduard III van Engeland gesloten, om tegen haar zoon op te treden. Ze wist een vloot te verzamelen in de omgeving van Veere, bestaand uit Zeeuwen, Henegouwers en Engelsen onder aanvoering van Walter Manny en Dirk III van Brederode.
Graaf Willem V was vanuit Holland ook met een vloot aangekomen en bij het naderen ontstond gelijk een gevecht. Dit bloedige gevecht veroorzaakte bij beide partijen veel slachtoffers. Margaretha behaalde echter de overwinning en gaf haar zoon het bevel om zich terug te trekken.
Volgens overleveringen zou de vloot van Willem V uit 15 schepen hebben bestaan, de vlootgrootte van Margaretha is tot op heden onbekend gebleven. Admiraal Walter Manny zou tegen Willem V hebben gezegd dat deze slag nog niks voorstelde en dat hij zijn verdediging beter op orde moest maken, dit zou leiden tot de Slag bij Zwartewaal (5 tot 7 juli 1351.

## Nasleep
Na het succes van de Slag bij Zwartewaal ging Willem V verder met zijn zeventien kastelentocht. In juni veroverde hij kasteel Polanen en daarna werd overgegaan op de belegering van onder andere de kastelen Vreeland, Poelgeest en Geertruidenberg. Het beleg van Geertruidenberg duurde ruim een jaar, mogelijk vanwege aanwezige documenten die belangrijk waren voor Willem V. Edward III beloofde Margaretha nog te steunen met een leger dat Willem V zou tegenhouden, maar die belofte werd niet nagekomen.